# Rhizotrochus tuberculatus
Rhizotrochus tuberculatus är en korallart som först beskrevs av Tenison Woods 1879.  Rhizotrochus tuberculatus ingår i släktet Rhizotrochus och familjen Flabellidae.
Artens utbredningsområde är Indiska oceanen. Inga underarter finns listade i Catalogue of Life.